# Abstencionismo en Venezuela
El abstencionismo electoral en Venezuela ha sido un fenómeno importante en la historia electoral y política del país, existiendo el primer anuncio de boicot electoral en 1945, para las elecciones presidenciales de 1946.

## Historia

### SigloXX

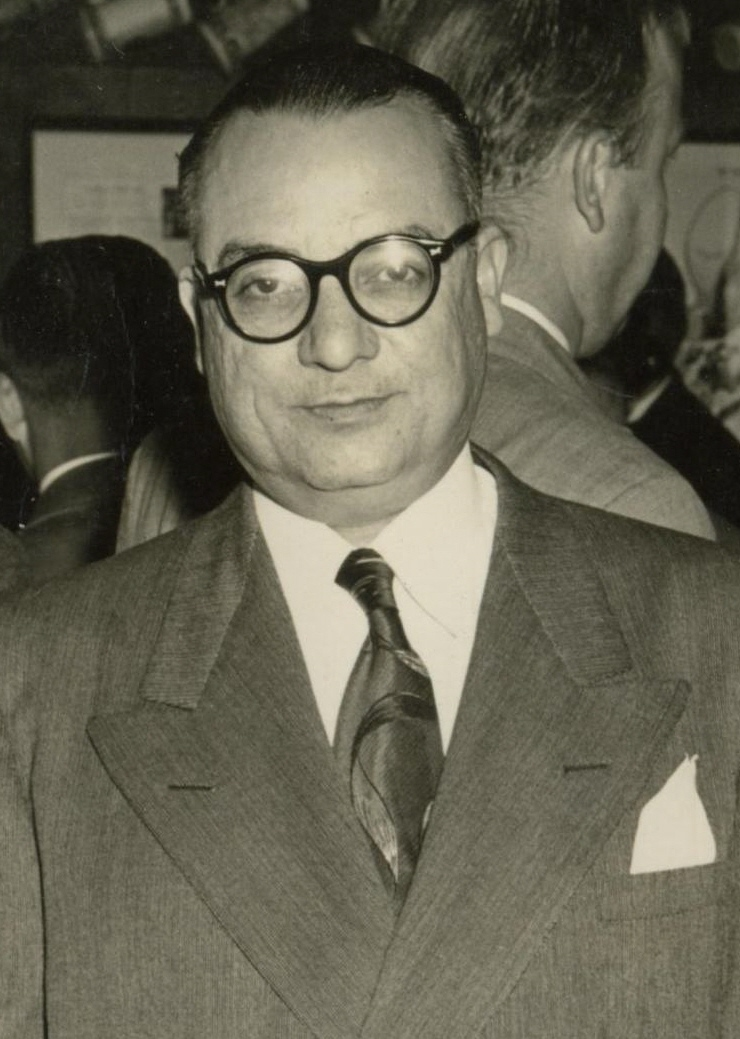
Rómulo Betancourt y AD llamaron a la abstención en 1945.

En 1945 la oposición liderada por Rómulo Betancourt llegó a un acuerdo con el sucesor elegido del presidente Isaías Medina Angarita, Diógenes Escalante, para legalizar el voto directo en las elecciones presidenciales, pero Escalante vio deteriorada su salud mental al regresar a Venezuela, por lo que fue descartado para la presidencia. Sin un aval gubernamental para la legalización del voto directo, el 13 de octubre de ese año, AD llamó a la abstención en las próximas elecciones presidenciales. Paralelo a eso y en secreto, la Unión Patriótica Militar (representada por Marcos Pérez Jiménez, Francisco Gutiérrez y Horacio López Conde) y los dirigentes de AD (representados por Betancourt y Raúl Leoni) conspiraron para llevar a cabo el golpe de Estado de 1945, donde los militares propusieron formar un gobierno presidido por Betancourt.

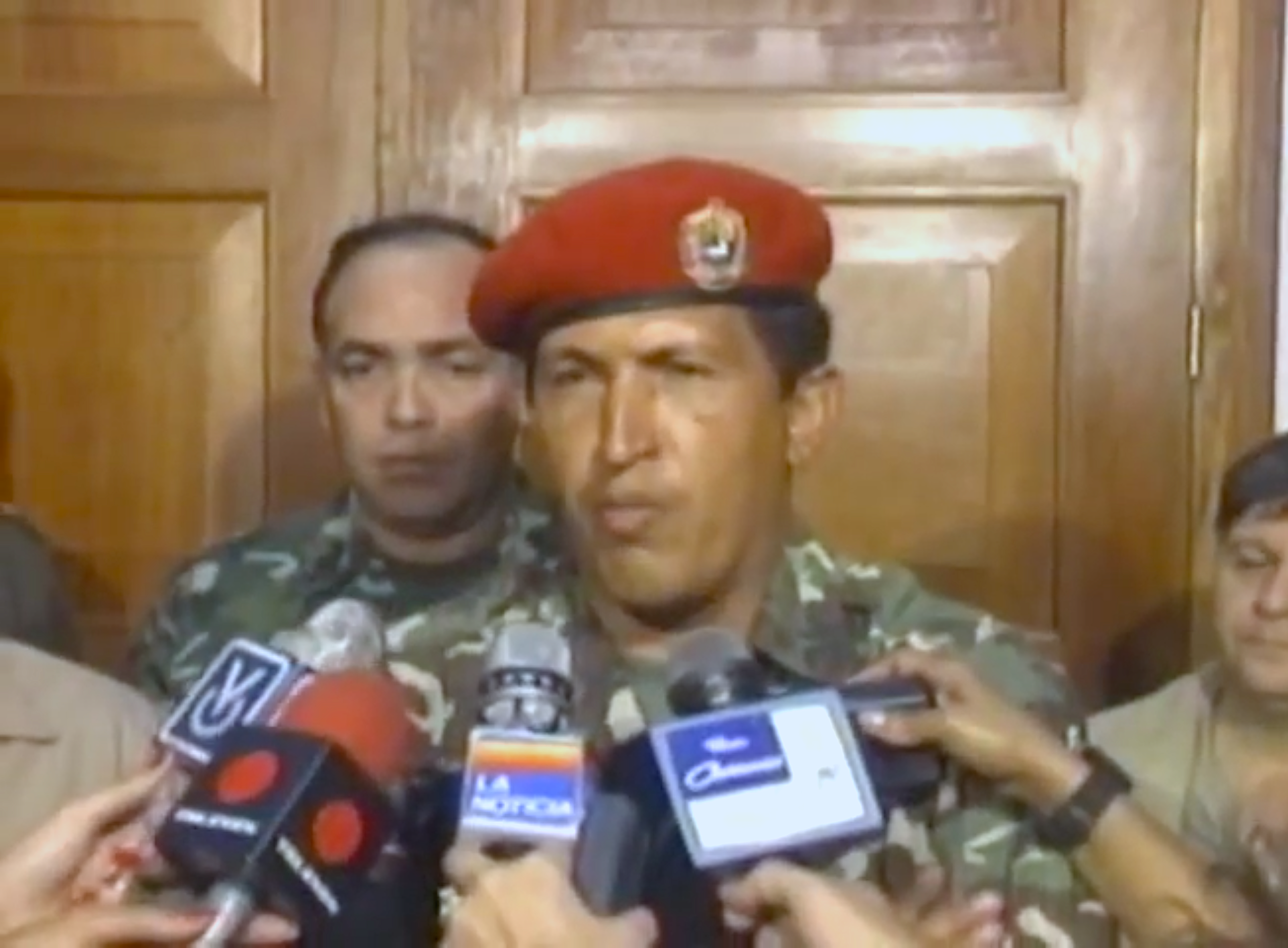
Hugo Chávez y el MBR-200 llamaron a la abstención entre 1993 y 1996.

Hugo Chávez y el Movimiento Bolivariano Revolucionario (MBR-200) llamaron a la abstención entre 1993 y 1996, para las elecciones generales de 1993 y las elecciones regionales de 1995. El eslogan que usaron fue «Por ahora por ninguno; ¡Constituyente ya!». La abstención no fue la esperada en 1995, por lo que Chávez se convenció de probar la vía electoral.

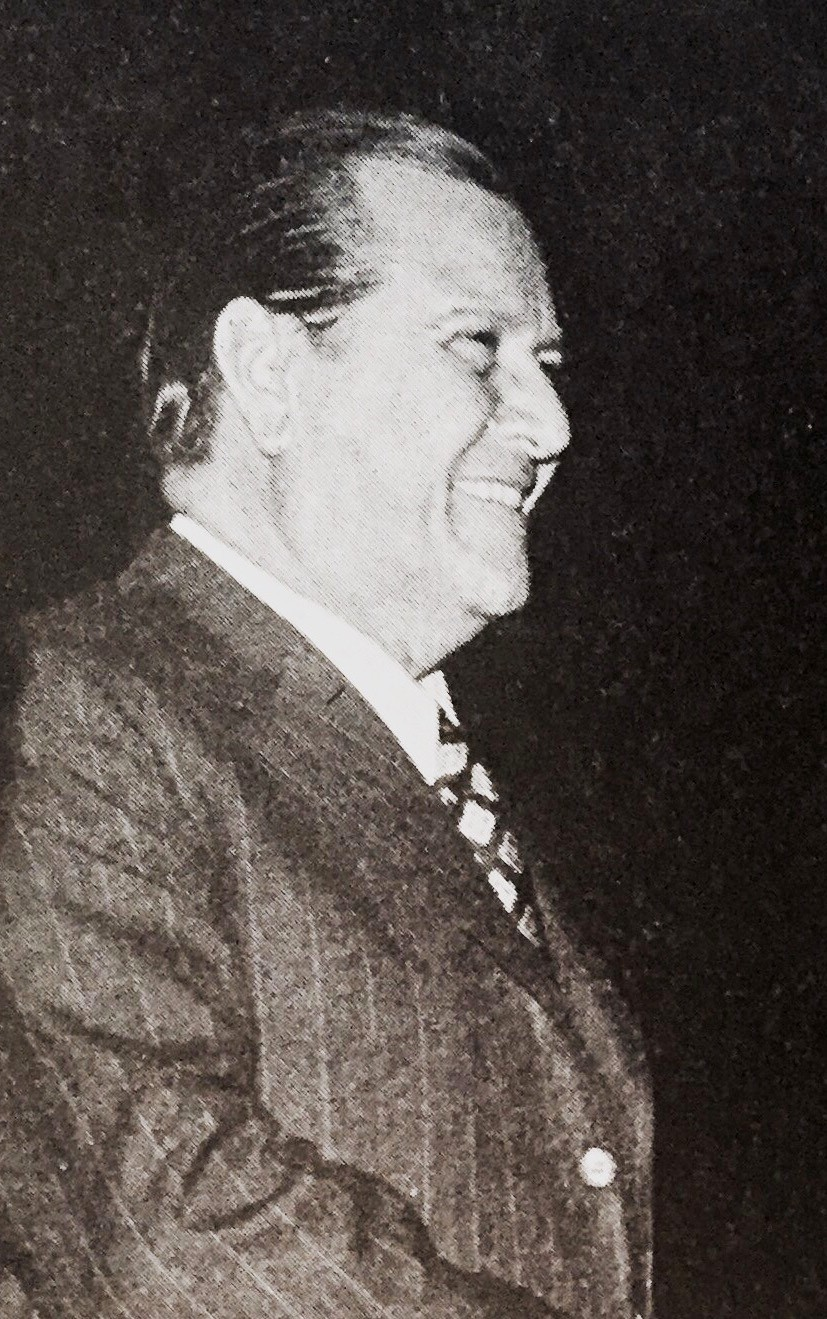
Rafael Caldera llamó a la abstención en las elecciones para la Asamblea Constituyente de 1999.

Para las elecciones a la Asamblea Nacional Constituyente de Venezuela de 1999 el expresidente Rafael Caldera, líder de Convergencia, rechazó la propuesta, convocando a la abstención, debido a que, según él, las Fuerzas Armadas estaban siendo fuertemente politizadas y las propuestas «no son para mejorar las instituciones democráticas sino para desmejorarlas».

### SigloXXI

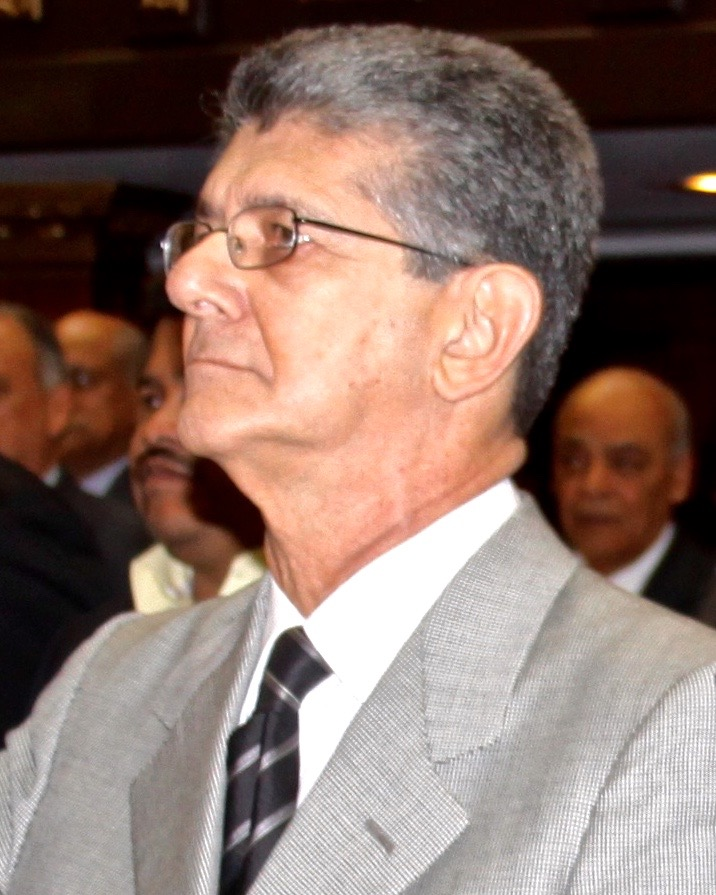
Henry Ramos Allup, secretario general de AD, anunció la abstención del partido para las elecciones de 2005, 2018 y 2025.

Tras los resultados del referéndum revocatorio a Chávez de 2004 que marcaron la victoria del oficialismo, los partidos de la oposición al gobierno de Hugo Chávez, Acción Democrática, Copei (que también pidió aplazar las elecciones), Primero Justicia y Proyecto Venezuela llamaron a un boicot a las elecciones parlamentarias de 2005, sin presentarse a elecciones, lo que le dio el control de la mayoría de la Asamblea Nacional a Chávez hasta 2010.

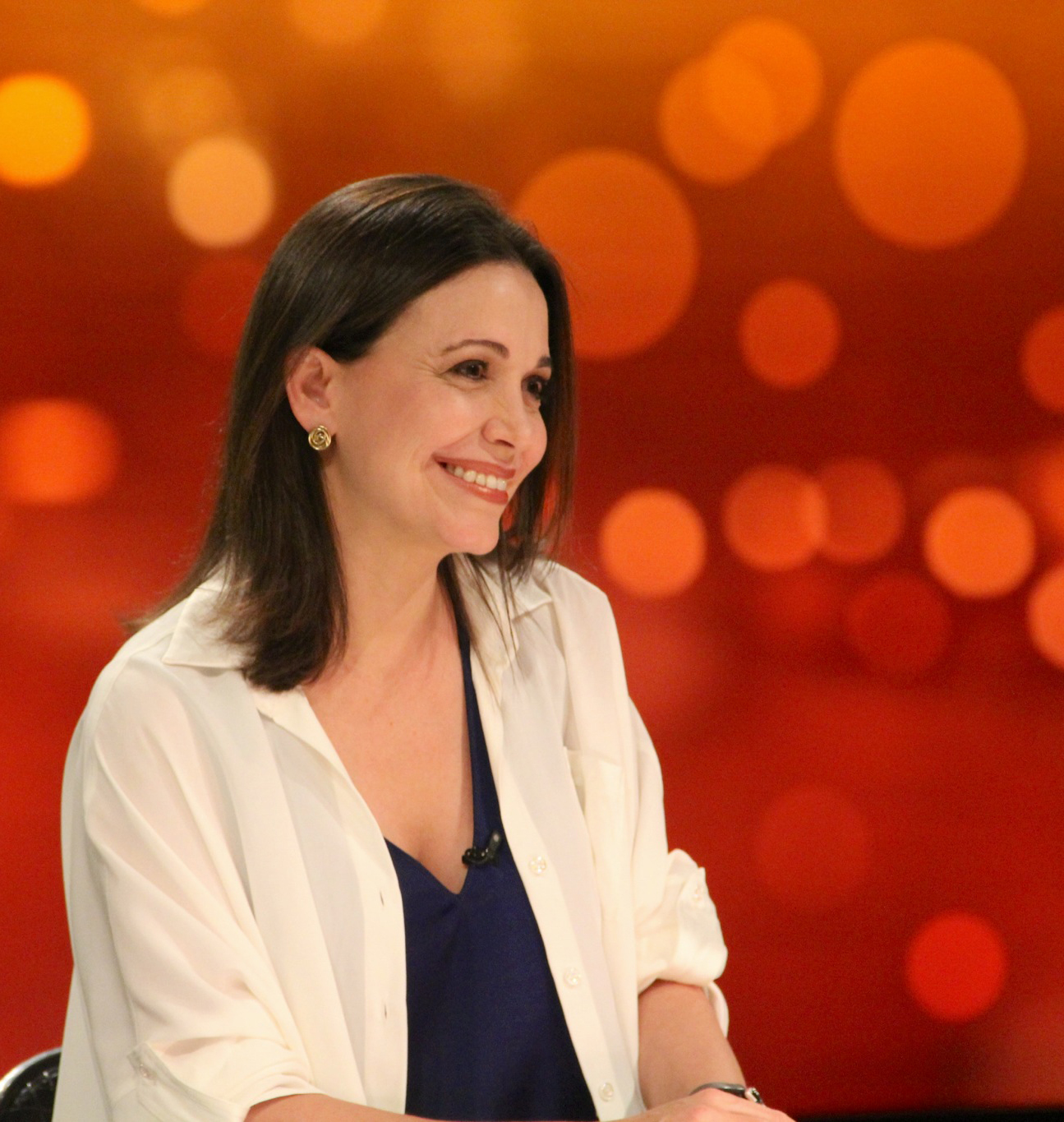
La lideresa del partido Vente Venezuela, María Corina Machado, llamó a la abstención para las elecciones de 2018 y 2025.

En el contexto de la crisis institucional iniciada en 2017, en 2018 la coalición opositora a Nicolás Maduro, la Mesa de la Unidad Democrática (MUD) llamó a la abstención en las elecciones presidenciales de ese año, con la excepción de Henri Falcón, quien sí se lanzó, tras lo cual resultó electo Nicolás Maduro, con una abstención del 68% de los electores, lo que estableció otro récord histórico de abstención. El presidente de la Asamblea Nacional, Omar Barboza, declaró que «el pueblo no salió porque sabe que esto no es una elección, que el ganador esta cantado y que van a inflar el resultado».
En 2020 la oposición repitió la estrategia en las elecciones parlamentarias de ese año, lo que se tradujo en el control de la Asamblea Nacional para el Partido Socialista Unido de Venezuela (PSUV) con el 31% de los votos. En ambos casos el mensaje llamó la atención de la comunidad internacional y fue entendido como una protesta.
En 2025 los partidos políticos Vente Venezuela, Voluntad Popular, el Partido Comunista de Venezuela y parte de Primero Justicia anunciaron que no participarían en las elecciones parlamentarias y regionales de ese año en el contexto de la crisis política originada tras las elecciones presidenciales de 2024, cuyos resultados que reeligieron a Maduro por tercera vez fueron desacreditados por la oposición y una parte de la comunidad internacional, considerando que no existían garantías democráticas.